# ITF Women's Circuit Taipei 2 2012
L'ITF Women's Circuit Taipei 2 2012 è stato un torneo di tennis facente parte della categoria ITF Women's Circuit nell'ambito dell'ITF Women's Circuit 2012. Il torneo si è giocato a Taipei in Taipei dal 22 al 28 ottobre 2012 su campi in cemento e aveva un montepremi di $25,000.

## Vincitori

### Singolare
Zheng Saisai ha battuto in finale  Zarina Dijas con il punteggio di 6–4, 6–1

### Doppio
Chan Chin-wei /  Caroline Garcia hanno battuto in finale  Kao Shao-yuan /  Lee Hua-chen con il punteggio di 4–6, 6–4, [10–6]